# 哈西娜·莫因
哈西娜·莫因（1941年11月20日—2021年3月26日）是一名巴基斯坦編劇和剧作家，曾写下多个巴基斯坦著名的舞台剧和电视剧。她曾經获得多个奖项（包括由总统颁发的Pride of Performance殊榮），被认为是巴国最优秀的剧作家之一。

## 生平
莫因编剧受欢迎的电视作品包括《Ankahi》、《Tanhaiyaan》和《Dhoop Kinare》等。巴基斯坦以外，她也参与印度宝莱坞电影的编剧工作。1991年，莫因凭着电影《Henna》成为首位为印度电影编剧的巴基斯坦作家但后来因印度爆发印度教徒拆遷巴布里清真寺一事要求导演蘭迪·卡浦爾不要把她的名字放在电影中。